# Calwellia gracilis
Calwellia gracilis är en mossdjursart som beskrevs av Maplestone 1882. Calwellia gracilis ingår i släktet Calwellia och familjen Calwelliidae. Inga underarter finns listade i Catalogue of Life.